# Dipsacales
Dipsacales es un taxón de plantas ubicado en la categoría taxonómica de orden, que según el Código Internacional de Nomenclatura Botánica debe estar circunscripto obligadamente al menos por la familia Dipsacaceae. Este taxón es utilizado por sistemas de clasificación modernos como el sistema de clasificación APG II el APG III.
En estos sistemas de clasificación el orden está incluido en la subclase Asteridae, clase Rosopsida, de las dicotiledóneas. En la antigua clasificación de Arthur Cronquist (1981), Morinaceae estaba incluida dentro de Dipsacaceae, y Linnaeaceae y Diervillaceae dentro de Caprifoliaceae, como también dos géneros ahora transferidos a Adoxaceae.
Unas pocas de otras familias podrían encontrarse incluidas por su proximidad a este orden. Esto incluye a Desfontainiaceae, Polyosmotaceae, Paracryphiaceae, y Sphenostemonaceae.